# 茉莉酸甲酯
茉莉酸甲酯 (缩写 MeJA)是一种挥发性有机物用於植物防衛和許多不同的發育途徑如種子發芽、根的生長、開花、果實成熟與植物老化。 茉莉酸甲酯是来自茉莉酸，该反应由S-腺苷-L-甲硫氨酸:茉莉酸羧基甲基转移酶催化。

## 描述
當植物遭遇生物或非生物脅迫時（特別是食草生物或創傷），植物會產生茉莉銅酸和茉莉酸甲酯堆積在受損的部位，茉莉酸甲酯會向原先植物的防禦系統發出信號，也可以通過物理接觸或通過空氣傳播，在未受損的植物中產生防禦反應。未受損的植物通過氣孔或通過葉細胞的細胞質擴散吸收空氣中的茉莉酸甲酯，遭受脅迫時使其產生茉莉酸甲酯，既用於內部防禦又是向其他植物的信號傳導化合物。

## 防禦型化學藥劑
茉莉酸甲酯可以誘導植物產生多种不同类型的防御化学物質例如植物抗毒素（抗菌素） 、尼古丁或蛋白酶抑制剂，蛋白酶抑制剂会干扰昆蟲的消化過程，阻止昆蟲再次食用植物。
茉莉酸甲酯已被用於刺激生產挪威雲杉樹受損的樹脂管。 這可以將其作為一種疫苗來抵禦許多昆蟲的襲擊。

## 實驗
在最近的實驗中，茉莉酸甲酯噴灑在植物葉片上時，可有效地預防植物中細菌的生長。科學家認為該抗菌作用是來自茉莉酸甲酯誘導的抗性。
茉莉酸甲酯同時也是一種植物激素，參與卷鬚（根）的捲曲、開花、種子和果實的成熟。激素的多寡會影響開花時間、花的形態和開花的數量。 茉莉酸甲酯誘導乙烯控制酶活性，從而將乙烯的量增加至水果成熟所必需的量。
實驗證明植物根部茉莉酸甲酯的多寡會抑制植物其生長。 據預測，較高數量的茉莉酸甲酯會激活根部先前未激活的基因從而導致生長抑制。

## 癌細胞
茉莉酸甲酯诱发癌細胞粒線體中的細胞色素c的釋放，導致細胞死亡，但不會損害正常細胞。具體來說，它可能令導致患有B細胞慢性淋巴細胞白血病的人類患者中的細胞死亡，在組織培養物中用茉莉酸甲酯處理時，正常人分離淋巴細胞的治療時未導致細胞死亡。 